# ختم إلغاء مزخرف
إلغاءٌ مُزخرف هو ختم بريدي يتضمن تصميمًا فنيًا. مع أن المصطلح قد يُستخدم للإشارة إلى أختام الآلات الحديثة التي تتضمن أعمالًا فنية، إلا أنه يشير في المقام الأول إلى التصاميم المنحوتة في الفلين والمستخدمة في مكاتب البريد الأمريكية في القرن التاسع عشر.

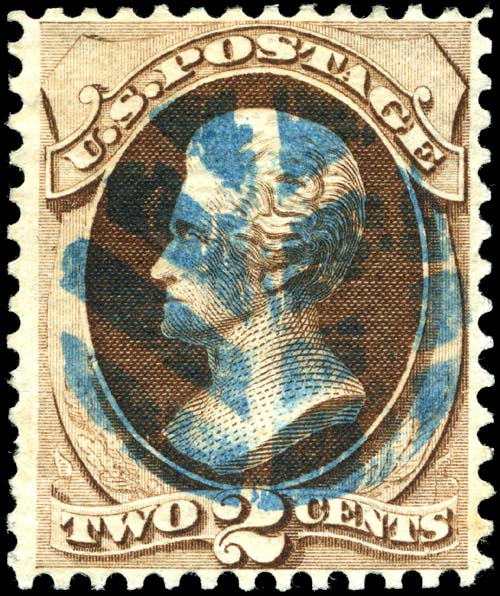
طابع بريد أمريكي بقيمة 2 سنت من عام 1870، ألغي بختم محفور على شكل ورقة نبات بالحبر الأزرق

عندما طُرحت طوابع البريد في الولايات المتحدة عام 1847، طُلب من مديري مكاتب البريد الشطب عليها بالقلم أو تشويهها لمنع إعادة استخدامها، ولكن تُرك لهم تحديد كيفية القيام بذلك بدقة، وكثيرًا ما استخدم الموظفون أي شيء متوفر لديهم، بما في ذلك الإلغاء بالأقلام والأختام التي كتب عليها "مدفوعة" اليدوية المتبقية من حقبة ما قبل الطوابع.
بدأ عدد من المكاتب باستخدام سدادات زجاجات من الفلين مغموسة في الحبر. كانت هذه السدادات فعالة، لكنها كانت تميل إلى محو شكل الطابع بالكامل، مما يُصعّب التحقق من الفئة، ولذلك بدأ الموظفون بحفر أخدود في منتصف الفلين، مكونين نصفي دائرة. وشملت التحسينات الإضافية حفر أخدودين عرضيين (لفطيرة "ريفية" من أربع قطع)، ثم اثنين آخرين لفطيرة "مدينة" من ثماني قطع، وشقوقًا مقطوعة على الحافة الخارجية لتخفيف لون الختم أكثر.
يبدو أن عملية التصميم للأختام قد أشعلت شرارة إبداع الموظفين في جميع أنحاء البلاد، وسرعان ما ظهرت آلاف التصاميم، بدءًا من الدروع والجماجم وصولًا إلى النجوم والأشكال الهندسية والحيوانات والنباتات والشياطين ذات المذراة. ومن بين أكثر تصاميم الطوابع البريدية شيوعًا النجوم والصلبان بتصاميم متنوعة. وكان مكتب بريد واتربري بولاية كونيتيكت رائدًا في هذا المجال، حيث كان يُنتج طرودًا بريدية جديدة لكل عطلة ومناسبة خاصة. أما طرود "دجاج واتربري الراكض"، والتي ربما كانت على شكل ديك رومي نظرًا لظهورها قرب عيد الشكر عام 1869، فقد استُخدمت لبضعة أيام فقط، وهي الآن أغلى طرود البريد البريدية في القرن التاسع عشر، حيث تُباع أغلفتها بأسعار باهظة.

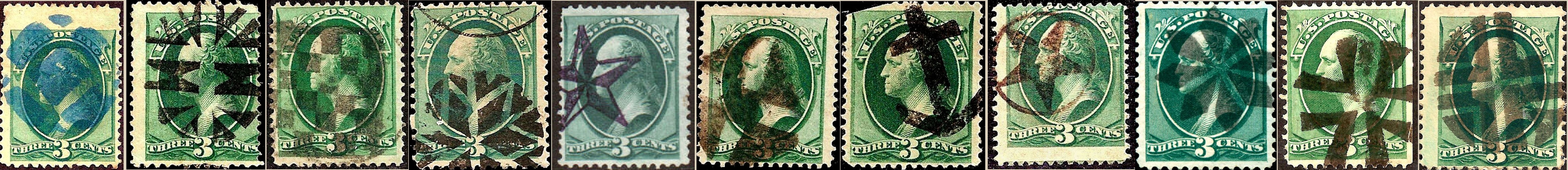
مجموعة متنوعة من أنواع الإلغاءات الفاخرة، في سبعينيات القرن التاسع عشر

انتهى عصر أختام الإلغاءات الفاخرة في عقد التسعينيات من القرن التاسع عشر، عندما أصدرت إدارة البريد لوائح قوانين جديدة تُوحّد شكل الإلغاءات.
ومنذ ذلك الحين، خضعت الإلغاءات الفاخرة للدراسة والتصنيف من قِبل متخصصين. العديد من الأنواع شائعة جدًا، ولا تُباع إلا بسعر زهيد، بينما بعضها الآخر نادر. لم تُكتشف جميعها بعد؛ إذ لا تزال أختام الإلغاءات غير المعروفة سابقًا تظهر بانتظام.
توجد أختام الإلغاءات الفاخرة في العديد من الدول الأخرى إلى جانب الولايات المتحدة. خارج الولايات المتحدة، تُسمى عادةً إلغاءات ختم الفلين. تشتهر إلغاءات أختام الفلين الكندية بتصاميمها الفاخرة. يمكن العثور على إلغاءات أختام الفلين على الطوابع الصادرة عن المستعمرات البريطانية، بما في ذلك رأس الرجاء الصالح.

## اقرأ أيضا
- Herst and Sampson, 19th Century Fancy Cancels (1963, 1972)
- James Cole, Cancellations of the Banknote Era 1870-1894
- Skinner and Eno, United States Cancellations 1845-1869